# 肉芽腫性炎症
肉芽腫性炎症（にくげしゅせいえんしょう）とは、増殖性炎症の一つである。
肉芽腫（マクロファージ、類上皮細胞、多核巨細胞の増生からなる結節性の肉芽）の形成が特徴である。
肉芽腫は慢性炎症などで見られる。この中の一つに特異性炎症がある。